# Garden of the Titans: Live at Red Rocks Amphitheater
Garden of the Titans: Live at Red Rocks Amphitheater è il quinto album dal vivo del gruppo musicale svedese Opeth, pubblicato nel 2016 dalla Moderbolaget Records e dalla Nuclear Blast.

## Tracce
Testi e musiche di Mikael Åkerfeldt, eccetto dove indicato.
CD 1
1. Sorceress – 7:09
2. Ghost of Perdition – 12:08
3. Demon of the Fall – 9:55
4. The Wilde Flowers – 8:42
5. In My Time of Need – 5:44

CD 2
1. The Devil's Orchard – 7:10
2. Cusp of Eternity – 5:14
3. Heir Apparent – 10:21
4. Era – 7:30
5. Deliverance – 14:13 (musica: Mikael Åkerfeldt, Peter Lindgren)

## Formazione
Gruppo
- Mikael Åkerfeldt – voce, chitarra ritmica
- Fredrik Åkesson – chitarra solista, cori
- Martin Mendez – basso
- Martin Axenrot – percussioni
- Joakim Svalberg – tastiera, cori

Produzione
- The Deka Brothers – regia
- Michael Manasseri – produzione
- Geoff George – direzione fotografia
- Andy Farrow – produzione esecutiva
- David Castillo – missaggio
- Tobias Sillmon – assistenza al missaggio
- Thomas "Plec" Johansson – assistenza al missaggio
- Tony Lindgren – mastering